# 姊小路
姊小路（1810年3月16日—1880年8月9日），原名橋本勝子，德川幕府12代（德川家慶）將軍時任大奧上臈御年寄。其父為橋本實誠、兄為橋本實久、妹為大奥女中花野井。姊小路是第14代將軍御台所和宮的姑祖母（和宮之母観行院的姑母），傳說她企圖阻撓天保改革的進行，導致後來幕府財政窘迫以致衰落。
- 江戶城無血開城之際、姊小路退下，離開大奧、回到京都的家。
- 於明治13年（1880年）8月9日逝世，終年70歳。遺體葬於東京都港區芝公園的増上寺山内的松蓮社。

## 演員扮演
- 河原崎しづ江《大奥》（1968年製作）
- 楠田薫《斬り抜ける》（1974年、TBS）
- 三益愛子《和宮様御留》（1981年）
- 近松麗江《大奥》（1983年製作）
- 星由里子《大奥殺人事件》（1989年
- 宝生あやこ《和宮様御留》（1991年
- 柏木由紀子《必殺! 主水死す》（1996年）
- とよた真帆《大奥》2003年特別版～《幕末的女人》（2003年）
- 山田順子《所さん＆おすぎの偉大なるトホホ人物伝》（2004年）
- 月見恭子《世直し順庵!人情剣》（2005年）